# Taurine
Taurine (IUPAC-naam: 2-amino-ethaansulfonzuur) is een zwavelbevattend organisch zuur, en een van de weinige natuurlijk voorkomende sulfonzuren.
Taurine komt in grote hoeveelheden voor in het lichaam van zoogdieren, en speelt een belangrijke rol in het cardiovasculaire systeem, de ontwikkeling en functie van spieren, de retina en in het centraal zenuwstelsel. De lichaamseigen aanmaak van taurine is gewoonlijk beperkt; bij diabetespatiënten is het verbruik ervan sterk verhoogd.

## Classificatie als aminozuur
Taurine is een stofwisselingsproduct van cysteïne en van methionine, twee aminozuren die beide een thiolgroep bevatten. Taurine wordt vaak een aminozuur genoemd, maar aangezien taurine geen carboxylgroep bevat, is het in strikte zin geen aminozuur. Het bevat wel een sulfonzuurgroep, en is daarom een aminosulfonzuur. Toch wordt in de wetenschappelijke wereld taurine geclassificeerd als aminozuur, en wordt in wetenschappelijke publicaties taurine zeer regelmatig als aminozuur benoemd. Wanneer het ingedeeld wordt bij de aminozuren is taurine een van de meest voorkomende vrije aminozuren in diverse lichaamsweefsels. Een volwassen mens heeft circa 1 gram taurine per kilogram lichaamsgewicht in het lichaam.
Omdat de sulfongroep geen peptidebinding kan aangaan, wordt taurine niet ingebouwd in proteïnen, taurine is geen proteïnogeen aminozuur.
De structuur van taurine lijkt op die van gamma-aminoboterzuur (GABA) en choline, twee biologische moleculen die beide belangrijk zijn voor het functioneren van de hersenen en het zenuwweefsel.
Taurine wordt uitgescheiden via de urine, of via de gal, als galzouten.

## Geschiedenis
Taurine is voor het eerst in 1827 door de chemici Leopold Gmelin en Friedrich Tiedemann geïsoleerd uit ossengal (van een stier of Bos taurus) door de gal te koken met water. Op grond van vergelijkbare fysische en chemische eigenschappen noemden zij de verbinding aanvankelijk gal-asparagine. In 1838 werd de benaming "taurine" voor het eerst gebruikt in de wetenschappelijke literatuur. De naam is afkomstig van de Latijnse benaming voor stier, taurus. Aan deze tamelijk toevallig ontstane naam heeft taurine vermoedelijk het ontstaan van talrijke legenden over zijn afkomst en werking te danken.
Het belang van taurine in de voeding van de mens werd ontdekt in 1975, toen duidelijk werd dat prematuur geboren baby's niet in staat bleken om adequate taurinespiegels te handhaven.

### Eigen synthese

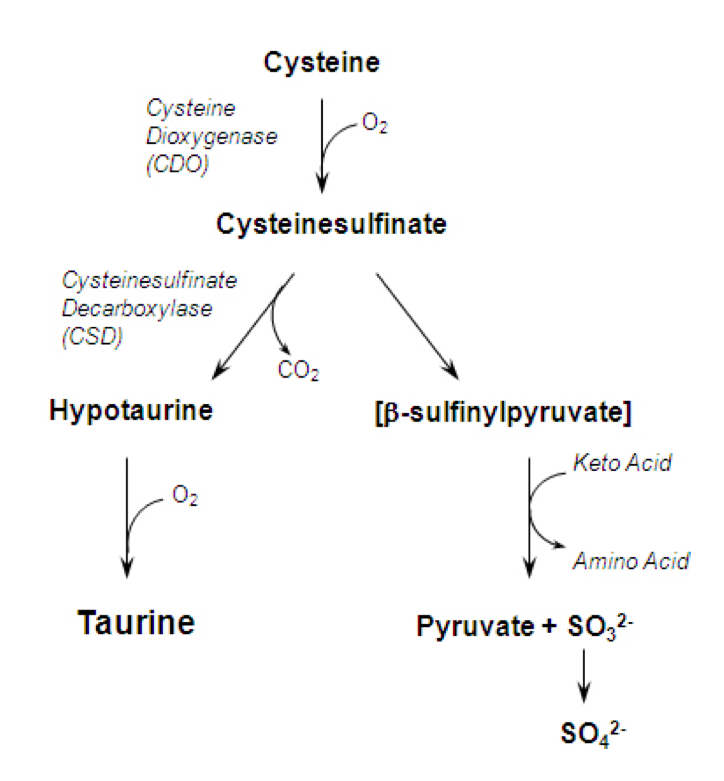
Biosyntese van taurine